# Bilantova Lhota
Bilantova Lhota (německy Bilanter Lhota) je malá vesnice, část obce Trpišovice v okrese Havlíčkův Brod. Nachází se asi 0,5 km na sever od Trpišovic. V roce 2009 zde bylo evidováno 9 adres.
Bilantova Lhota leží v katastrálním území Trpišovice o výměře 2,02 km². Severně od vesnice se podél řeky Sázavy nachází přírodní rezervace Stvořidla.

## Historie
V letech 1869–1961 byla osadou obce Trpišovice, od roku 1961 je částí této obce.